# Évangile Vekhamor
L'évangile Vekhamor (arménien : Վեհամոր Ավետարան [Vehamor Avetaran]) est considéré comme étant le plus ancien manuscrit arménien conservé à ce jour. Il se trouve à l'institut Matenadaran à Erevan (sous le numéro 10680). C'est sur cet évangile que le président de la République d'Arménie prête serment lors du début de son mandat. Le mot Vekhamaïr (au génitif il devient Vekhamor) en langue arménienne est l'épithète des mères des Catholicos d'Arménie : le manuscrit a reçu ce nom en l'honneur de la mère de Vazguen Ier.

## Histoire

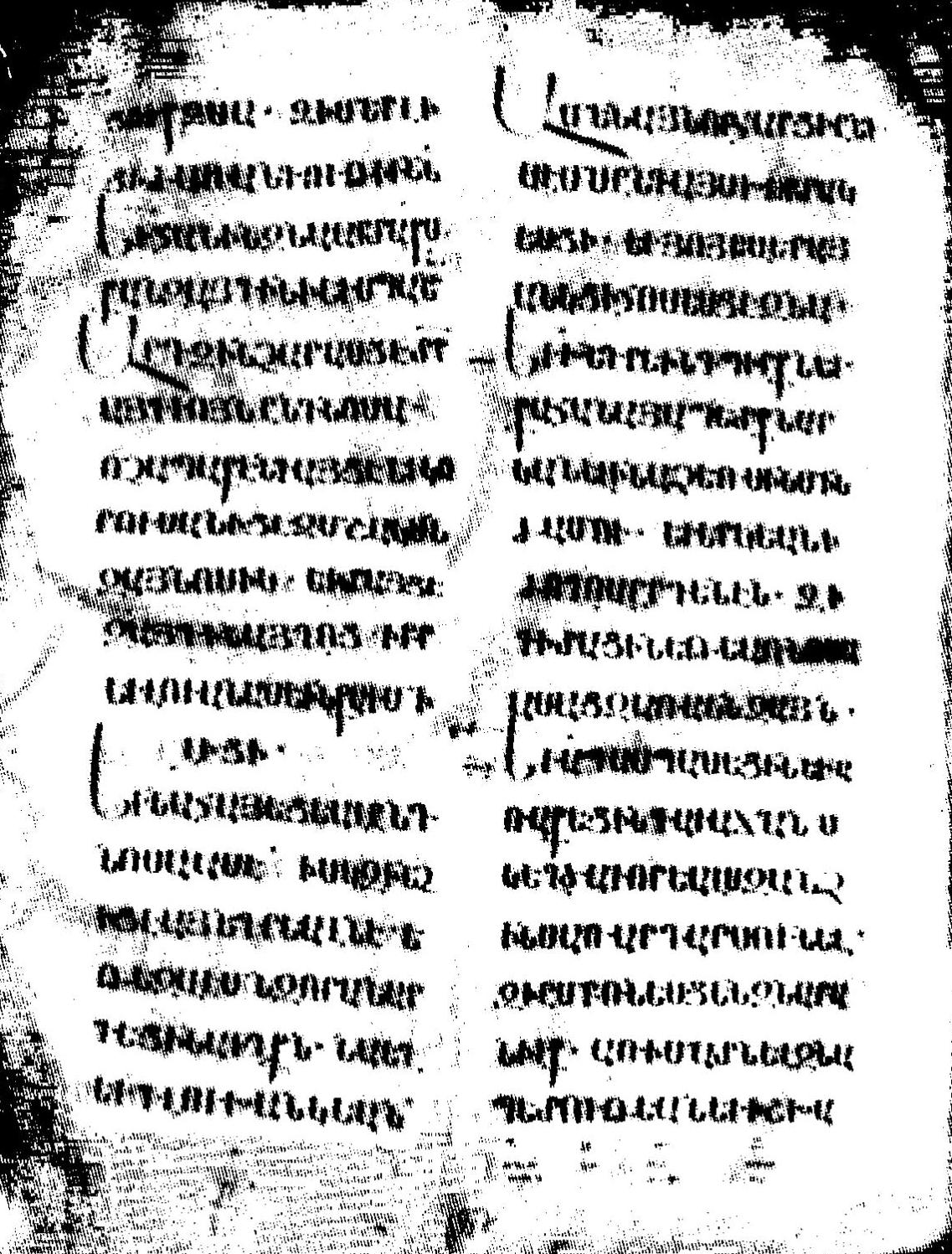
Page du manuscrit Vekhamor

L'époque et le lieu d'écriture du manuscrit sont inconnus. Deux notes anonymes du premier compilateur ont été conservées, mais n'informent ni du commanditaire ni de la date d'exécution. Selon l'un des récits de ces notes, l'évangile a été écrit au monastère de la Sainte-Trinité, sans précision quant à l'emplacement du monastère. Des ajouts ultérieurs donnent toutefois des éclaircissements sur l'histoire du manuscrit. Au XIIIe siècle, il est conservé au monastère d'Havuts Tar, près du village de Garni, où un certain Amenavag l'a acquis en 1294,.

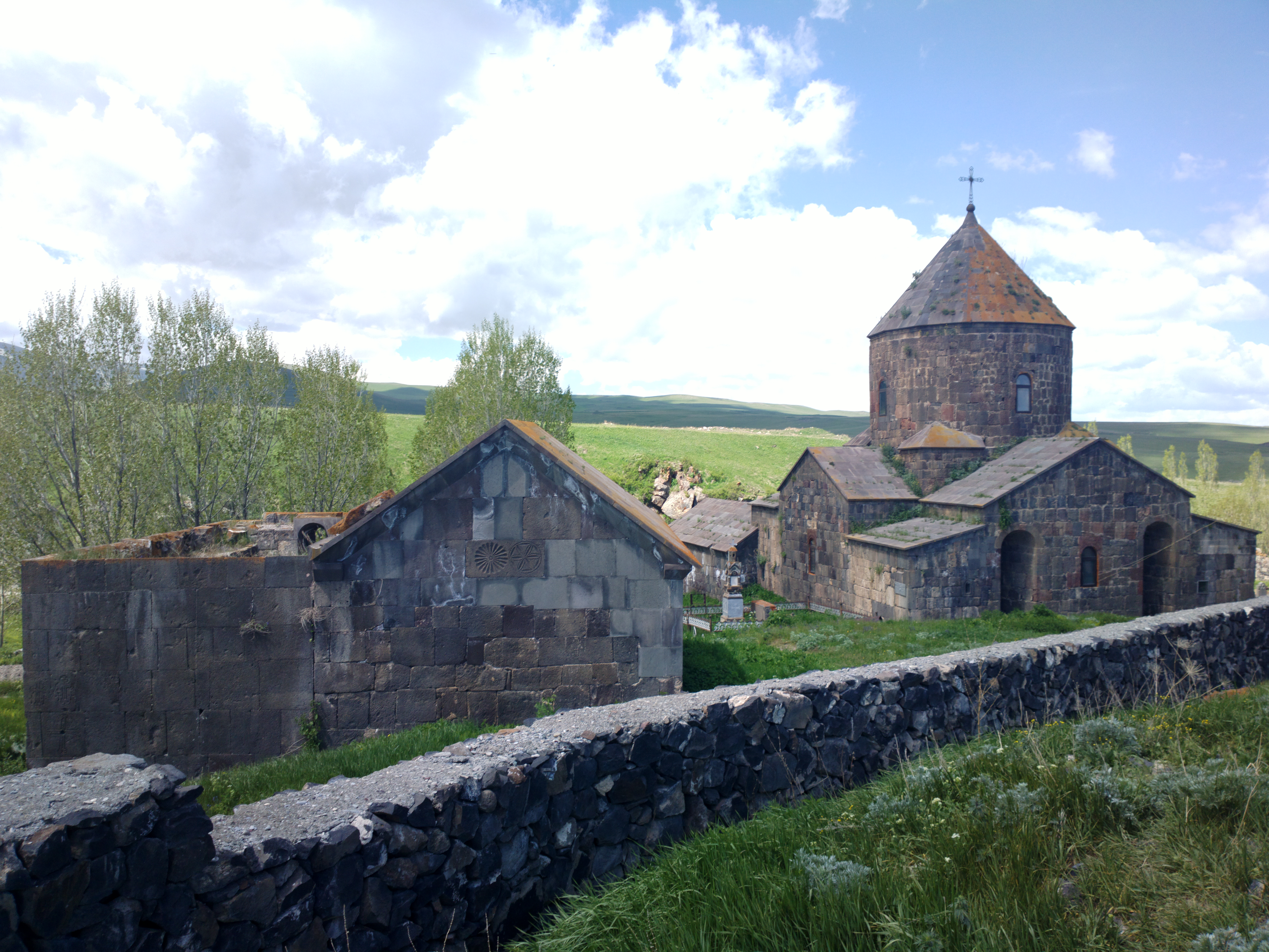
Monastère Makenyats Vank

Au XVe siècle, le manuscrit se trouve au monastère de Makenyats Vank (près du village de Vardenis), Au XVIe siècle, il se trouve au village de  Bayan, Dashkasan (en) (actuelle Azerbaïdjan) où il est restauré en 1625. C'est là que l'évêque Makar Barkhoudariants (1823-1906) le découvre à la fin du XIXe siècle. En 1895, Makar Barhhoudariants donne la première description écrite du manuscrit et note que la population locale le connaissait sous le nom de vieil évangile et de gardien. Dès 1625, ces noms se trouvent repris dans les procès-verbaux, et le nom de gardien est lié aux croyances de la population locale qui attribué au vieil évangile un pouvoir de guérison et qu'il les protégeait des maladies,.
En 1974, avec l'aide de d'Assi Grigorian, résident de Bayan, le manuscrit est remis au chef de l'éparchie de l'Église apostolique arménienne en Azerbaïdjan à l'évêque Vaguan Terian. Ce dernier le transmet le premier janvier 1975 au Catholicos d'Arménie Vazguen Ier, le dédiant en même temps à la mère de ce dernier. Le 25 juillet de la même année, Vazguen Ier le remet pour qu'il soit conservé dans les conditions adéquates à l'Institut Machtots de recherches sur les manuscrits anciens où le manuscrit reçoit le numéro d'inventaire 10680. Le personnel de l'Institut avec le souhait et le consentement de Mgr Vazguen Ier ont donné au manuscrit le nom de Vekhamor en l'honneur de la mère du Catholicos, Siranouich Paloutchian, institutrice à Bucarest, décédée en 1974,,.
Depuis 1991, le Président de la république d'Arménie prête serment, lors de son investiture, sur cet évangile,. Ce manuscrit a été choisi à cette fin parmi de nombreux autres manuscrits par le président d'Arménie Levon Ter-Petrossian, aidé des chercheurs de Matenadaran. L'évangile est déposé dans une niche spéciale qui lui a été réservée.

## Étude du manuscrit
L' évangile Vekhamor contient 257 parchemins. Sa dimension est de 33 cm sur 25,7 cm. Les caractères sont arméniens. L'oklad de la couverture est décoré d'une grande croix dorée, de cinq pierres précieuses et de 19 petites croix métalliques.
Les premières études ont été menées en 1975 quand le manuscrit est arrivé aux mains des scientifiques. Les travaux ont été dirigés par la chercheur principal de Matenadaran : Matevossian Artamis Simonovitch (arménien : Արտաշես Մաթևոսյան (հայագետ)). Les pages jaunies, les caractères arméniens anciens et le surnom de Vieil évangile connu depuis 1625 indiquaient que le manuscrit était ancien. Mais les résultats des analyses paléographiques ont dépassé toutes les espérances. Le manuscrit s'avéra écrit de deux écritures différentes (I: pp. 1–121, II: pp. 122–256), mais les deux scribes utilisaient les lettres de l'alphabet arménien utilisées pour les inscriptions lapidaires, les palimpsestes et quelques fragments manuscrits des Ve – VIIe siècle. C'était particulièrement visible pour les lettres Հ, Կ, Վ, Ճ, Զ, Ծ и Փ. Quelques abréviations de termes religieux obsolètes utilisés au IXe – Xe siècle étaient également observables. Le caractère ancien de l'écriture était également repérable pour la désignation des titres de chapitre et la ponctuation. Il s'avéra impossible de déterminer le moment précis et le lieu où le manuscrit avait été réalisé, cependant il date certainement d'avant les premiers manuscrits datés précisément, comme l'évangile de la reine Mlké de l'an 862 l'évangile de Lazare qui date de 887. А. Matevossian date le manuscrit du VIIe – VIIIe siècle,,,,.
Plusieurs feuilles, qui faisaient partie initialement de cet évangile Vekhamor ont ensuite été découvertes dans un autre manuscrit de Matenadaran (no 10668).
Actuellement, ce manuscrit est considéré comme arménien à part entière,. Certains chercheurs actuels considèrent que le manuscrit date du VIIe siècle mais comme le remarque S. Peter Cowe (en), cette datation précoce a besoin d'études plus approfondies. D'autres sources parlent de la fin du VIIe siècle- début du VIIIe siècle. Comme terminus ante quem c'est la date de 862 qui est reprise (date de l'évangile de la reine Mlké).
En 2005, par décret du gouvernement d'Arménie le manuscrit a été inclus dans la liste des biens culturels particulièrement précieux de la République d'Arménie.